# Walther Kolbe (Historiker)
Ernst Walther Kolbe (* 28. Juli 1876 in Warnow auf Wollin; † 24. Februar 1943 in Freiburg im Breisgau) war ein deutscher Althistoriker, Epigraphiker und Hochschullehrer.

## Leben
Walther Kolbe, Sohn eines Oberförsters, studierte ab 1894 Geschichte und Archäologie in Berlin (u. a. bei Theodor Mommsen, Ulrich Köhler, Otto Hirschfeld und Heinrich von Treitschke) und wurde 1899 zum Dr. phil. promoviert. Von 1899 bis 1901 war er als Hauslehrer tätig und legte 1901 das Staatsexamen für das höhere Lehramt ab. 1901/02 erhielt er das Reisestipendium des Deutschen Archäologischen Instituts, das ihm Forschungsaufenthalte im Mittelmeerraum ermöglichte, u. a. am Deutschen Archäologischen Institut in Athen, wo er 1901/02 den Bibliothekar vertrat, und bei den Ausgrabungen von Milet, leistete er von 1903 bis 1904 Militärdienst als Einjährig-Freiwilliger und reiste anschließend wieder nach Griechenland, vor allem zu epigraphischen Forschungen in Lakonien und Messenien.
1905 wurde Kolbe planmäßiger außerordentlicher Professor in Rostock, 1913 dort ordentlicher Professor. Vom September 1914 bis Ende 1914 leistete er Kriegsdienst. Ende 1918 lehrte Kolbe für ein Semester an der Landesuniversität Dorpat und wurde zum 1. April 1919 Nachfolger Matthias Gelzers auf dem Lehrstuhl für Alte Geschichte an der Universität Greifswald, von wo er 1927 als Nachfolger von Ernst Fabricius nach Freiburg wechselte. Ende 1942 wurde er emeritiert und starb kurz darauf. Nach Kolbes Tod übernahm zunächst Hans Schaefer die Vertretung in Freiburg, bis im Sommersemester 1944 Joseph Vogt seine Nachfolge antrat.
Kolbe war korrespondierendes Mitglied des Deutschen Archäologischen Instituts, außerordentliches Mitglied der Heidelberger Akademie der Wissenschaften und Ehrenmitglied der Athenischen Archäologischen Gesellschaft. Einen Schwerpunkt von Kolbes Tätigkeit bildete die griechische Geschichte der klassischen und hellenistischen Zeit, insbesondere auf epigraphischer Grundlage. So leistete er etwa wichtige Beiträge zur Baugeschichte der Akropolis von Athen.

## Schriften (Auswahl)
- Inscriptiones Graecae. Band 5, 1. Inscriptiones Laconiae et Messeniae. Reimer, Berlin 1913.
- Beiträge zur syrischen und jüdischen Geschichte. Kritische Untersuchungen zur Seleukidenliste und zu den beiden ersten Makkabäerbüchern. Kohlhammer, Stuttgart 1926 (Digitalisat).
- Thukydides im Lichte der Urkunden. Kohlhammer, Stuttgart 1930 (Digitalisat).
- Die Kriegsschuldfrage von 218 v. Chr. Geb. Winter, Heidelberg 1934 (Digitalisat).
- Die Weltreichsidee Alexanders des Großen. Hans Speyer, Freiburg 1936 (Digitalisat).
- Die ätolischen Soterien und die attische Archontenforschung. Winter, Heidelberg 1943, doi:10.11588/diglit.42031.
- Partikularismus und Einheit. Rede, gehalten am 18. Januar 1921 bei der Feier zum Gedächtnis der Reichsgründung. Greifswald 1921 (Digitalisat).